# 임준영
임준영(任俊英, ? ~ ?)은 조선 중기의 무신이다.

## 생애
임준영은 탐방 군관으로, 칠천량 해전에서 원균이 크게 패하고 조선 수군의 병력이 대부분 궤멸되자 이순신은 조정으로부터 삼도수군통제사에 임명되어 복귀했는데, 앞 포구가 좁아서 이진 아래에 있는 창사로 진을 옮겼고 1597년 음력 8월 26일에 임준영은 말을 타고 와서 이순신에게 왜군이 이진까지 온 것을 알렸다. 명량 해전이 일어나기 2일 전인 음력 9월 14일에는 육로를 정탐하고 와서 왜군의 배 200여 척 중에서 55척이 먼저 어란 앞바다에게 온 것이라고 보고했으며, 동시에 포로가 되었다가 탈출한 김중걸이 왜군에 있던 김해 사람으로부터 들은 왜군의 계획에 대해 보고했다. 음력 10월 13일에는 정찰선을 통해 귀환하면서 왜군이 10일에 우리 수군이 내려오는 것을 알면서 11일에 모두 도망쳤다가 송언봉, 신용 등이 적진 속에 들어가 왜군을 꾀어내어 지방 사람들을 많이 죽였다는 것을 알렸으며, 18일에는 임계형과 함께 진중에 왔고 음력 11월 20일에는 완도를 정탐해 적이 없다고 전했다.

## 임준영이 등장한 작품
- 《명량》 (2014년) - 배우: 진구
- 《한산: 용의 출현》 (2022년) - 배우: 옥택연